# あっちこっちのディスコグラフィ
あっちこっちのディスコグラフィでは、『あっちこっち』の関連CDについて記述する。発売元はポニーキャニオン。

## キャラクターソング

### あっちでこっちで
2012年4月18日発売。ディスクジャケットには御庭つみき、音無伊御、春野姫、片瀬真宵、戌井榊が描かれている。イラストはアニメーション制作を手掛けているAICによる描き下ろし。
表題曲「あっちでこっちで」はアニメ版のオープニングテーマとして使用されている。歌は御庭つみき、音無伊御、春野姫、片瀬真宵、戌井榊役の大久保瑠美、岡本信彦、福原香織、生天目仁美、浅沼晋太郎が歌っている。カップリング曲の「あっちこっちまいにち!」は、御庭つみき、音無伊御のキャラクターソングであり御庭つみき、音無伊御役の大久保瑠美、岡本信彦が歌っている。
主な記録
2012年4月30日付のオリコン週間シングルチャートで33位を獲得。初動売上は0.2万枚を記録した。デイリーチャートでは4月21日付けで最高位の26位を獲得した。
2012年4月30日付のBillboard JAPAN Hot Singles Salesで34位、Billboard JAPAN Hot Animationで14位を獲得した。また、2012年4月28日放送分のCOUNT DOWN TV内のThis Week's TOP 100で64位、2012年5月度の超!アニメロ月間着うたフルチャートで37位、レコチョク アニメ/ゲーム・うた月間着うたフルチャートで32位を獲得した。
収録曲
1. あっちでこっちで [3:41]
  - 歌：あっち⇔こっち【つみき（大久保瑠美）、伊御（岡本信彦）、姫（福原香織）、真宵（生天目仁美）、榊（浅沼晋太郎）】 / 作詞：はかせ / 作曲・編曲：ARM
  - テレビアニメ『あっちこっち』オープニングテーマ

2. あっちこっちまいにち! [4:54]
  - 歌：つみき（大久保瑠美）、伊御（岡本信彦） / 作詞：FLAT5th Rico / 作曲・編曲：横山克

3. あっちでこっちで（Instrumental）
4. あっちこっちまいにち!（Instrumental）

### 手をギュしてね
2012年4月18日発売。ディスクジャケットには御庭つみきが描かれている。イラストはアニメーション制作を手掛けているAICによる描き下ろし。表題曲の「手をギュしてね」は、アニメ版のエンディングテーマとして使用されている。歌は御庭つみき役の大久保瑠美が歌っている。
2012年4月30日付のオリコン週間シングルチャートで49位を獲得。初動売上は0.1万枚を記録した。デイリーチャートでは4月18日付けで最高位の33位を獲得した。また、2012年4月30日付のBillboard JAPAN Hot Singles Salesで50位、Billboard JAPAN Hot Animationで18位、2012年4月28日放送分のCOUNT DOWN TV内のThis Week's TOP 100で78位を獲得した。
批評
CDジャーナルは、「友達以上恋人未満という劇中でのつみきと伊御の距離感を舌足らずな表現で表したテクノポップ曲。」と評した。
収録曲
1. 手をギュしてね [4:16]
  - 作詞：オミ織葉、作曲・編曲：uno
  - テレビアニメ『あっちこっち』エンディングテーマ

2. ツンネコのワルツ [1:46]
  - 作詞：はかせ、作曲・編曲：ARM

3. 手をギュしてね（Instrumental）
4. ツンネコのワルツ（Instrumental）

### お悩みゅーじっく・たーみなる
2012年5月16日発売。ディスクジャケットには御庭つみき、音無伊御、春野姫、片瀬真宵、戌井榊が描かれている。イラストはアニメーション制作を手掛けているAICによる描き下ろし。
メインキャラクターの御庭つみき、音無伊御、春野姫、片瀬真宵、戌井榊のキャラクターソングに加えて各曲間にミニドラマが挿入されている。ミニドラマのキャストは生天目仁美、浅沼晋太郎、三宅麻理恵。
2012年5月28日付のオリコン週間アルバムチャートで164位を獲得した。
収録曲
1. 放送室 Pt.1 [1:33]
  - キャスト：桐野亜美（三宅麻理恵）、戌井榊（浅沼晋太郎）

2. スウィートハッピー [3:54]
  - 歌：春野姫（福原香織） / 作詞：オミ織葉 / 作曲・編曲：minami

3. 放送室 Pt.2 [1:34]
  - キャスト：桐野亜美（三宅麻理恵）、戌井榊（浅沼晋太郎）

4. 青春ラブ・ラ・ブギウギ!! [3:45]
  - 歌：戌井榊（浅沼晋太郎） / 作詞：FLAT5th Rico、作曲・編曲：大隅知宇

5. 放送室 Pt.3 [1:49]
  - キャスト：桐野亜美（三宅麻理恵）、戌井榊（浅沼晋太郎）、片瀬真宵（生天目仁美）

6. 片瀬てれりこ研究所のテーマ [4:47]
  - 歌：片瀬真宵（生天目仁美） / 作詞：七条レタス / 作曲・編曲：D.watt

7. 放送室 Pt.4 [2:10]
  - キャスト：桐野亜美（三宅麻理恵）、戌井榊（浅沼晋太郎）、片瀬真宵（生天目仁美）

8. 恋の花びらをね [3:43]
  - 歌：御庭つみき（大久保瑠美） / 作詞：夕野ヨシミ / 作曲・編曲：void

9. 放送室 Pt.5 [1:12]
  - キャスト：桐野亜美（三宅麻理恵）、戌井榊（浅沼晋太郎）、片瀬真宵（生天目仁美）

10. キラメキサイクル [4:15]
  - 歌：音無伊御（岡本信彦） / 作詞：FLAT5th Rico / 作曲：大隅知宇、編曲：堤博明

## サウンドトラック
2012年6月20日発売。ディスクジャケットには御庭つみき、音無伊御、春野姫、片瀬真宵、戌井榊が描かれている。イラストはアニメーション制作を手掛けているAICによる描き下ろし。
アニメ版のサウンドトラックであり、劇中で使用されたBGMが収録されている。BGMの全作曲、編曲は横山克が手掛けている。
収録曲
（全作曲・編曲：横山克）
1. あっちへこっちへ [2:21]
2. おはよう [2:09]
3. ぴこぴこ [1:45]
4. うにうにーうにー [1:46]
5. さりげなくさりげなく [1:40]
6. ふはっ!? [1:31]
7. ぐるぐるぐる [1:43]
8. てれてれり [2:13]
9. もじもじ [2:26]
10. ふかフカーーー!! [1:55]
11. ごろごろ [1:46]
12. ばっばーりとぅーどぅ!? [1:11]
13. にゃーるぅーほぉーろぉー [1:49]
14. ん [1:44]
15. ゃーん [1:40]
16. フカーーーっ!? [1:42]
17. ゴゴン!! [1:58]
18. ぴーぴー [1:39]
19. 荒野であっちこっち [1:48]
20. ゴゴゴゴゴ [1:59]
21. 夕陽であっちこっち [1:40]
22. 目にはチョコ [1:49]
23. 不機嫌オーラ [1:21]
24. 壁越しの衝撃 [1:09]
25. おかわり禁止ですっ!! [1:08]
26. ずざーーー [1:46]
27. 1PLAY100円 [1:34]
28. ばとるふぃーるど [1:48]
29. ポイズン [1:43]
30. ビリソサ [1:23]
31. 進撃あっちこっち作戦 [1:06]
32. あっちこっちに導かれた者へ [2:05]
33. すすすす・・・ [1:46]
34. わしゃわしゃ [1:55]
35. こっちにぱたりこ・・・ [1:53]
36. 一緒だと 嬉しい [1:43]
37. これでぃぃ・・・ [2:03]
38. そんなことないわ・・・ [1:54]
39. だめじょ [2:33]
40. せ、背中だったら [2:07]
41. ぽふっ [1:50]
42. にゃんにゃん [2:02]
43. 放送室 [1:11]
44. あっちこっち幼稚園 [0:32]

## ドラマCD
2009年3月25日から2011年7月27日までフロンティアワークスから発売された。Vol.3は初回限定特装版と通常版の2種形態でのリリースとなり、初回限定特装版には、第1巻から第3巻まで全てのドラマCDが収納可能なスペシャルボックスが同梱された。
第2巻、第3巻にはサブタイトルがついており、第2巻が「はじけろ青春! 山だ、川だ、別荘だ! 鼻血もあるんじゃよ〜」、第3巻が「天下無双のにゃん・でれ・ら」となっている。
キャストはテレビアニメ版と異なっている。ディスクジャケットは、原作者の異識による描き下ろしイラスト。
収録内容
あっちこっち
1. 第1話
2. 第2話
3. 第3話
4. 第4話

あっちこっち2 はじけろ青春! 山だ、川だ、別荘だ! 鼻血もあるんじゃよ〜
1. 第1話
2. 第2話
3. 第3話
4. 第4話
5. 第5話
6. 第6話

あっちこっち3 天下無双のにゃん・でれ・ら
1. 第1話
2. 第2話
3. 第3話
4. 第4話
5. 第5話

## ラジオCD

### Vol.1
2012年6月27日発売。ディスクジャケットには、御庭つみき、音無伊御、春野姫、片瀬真宵、戌井榊が描かれている。イラストはアニメーション制作を手掛けているAICによる描き下ろし。
新規撮り下ろし分と、第1回（2012年3月3日配信分）から第11回（2012年5月12日配信分）までの音源が収録されている。
収録内容
1. オープニング [2:31]
2. ゲストトーク&メール紹介 [9:42]
3. ツンデレ研究所 [16:10]
4. あっち?こっち?どっち?そっち?え?いやいや、こっちだって! [7:44]
5. エンディング  [2:57]
6. 大久保瑠美・福原香織のあっちこっちステーション 第1回 [29:00]
7. 大久保瑠美・福原香織のあっちこっちステーション 第2回 [29:00]
8. 大久保瑠美・福原香織のあっちこっちステーション 第3回 [28:59]
9. 大久保瑠美・福原香織のあっちこっちステーション 第4回 [29:00]
10. 大久保瑠美・福原香織のあっちこっちステーション 第5回 [28:59]
11. 大久保瑠美・福原香織のあっちこっちステーション 第6回 [29:00]
12. 大久保瑠美・福原香織のあっちこっちステーション 第7回 [28:59]
13. 大久保瑠美・福原香織のあっちこっちステーション 第8回 [29:00]
14. 大久保瑠美・福原香織のあっちこっちステーション 第9回 [29:00]
15. 大久保瑠美・福原香織のあっちこっちステーション 第10回 [29:00]
16. 大久保瑠美・福原香織のあっちこっちステーション 第11回 [29:00]

### Vol.2
2012年8月29日発売。